# Задонский (Азовский район)
Задо́нский — хутор в Азовском районе Ростовской области.
Административный центр Задонского сельского поселения.

## География
Хутор находится на левом берегу реки Кагальник, на расстоянии 35 км (по дорогам) к юго-востоку от города Азов, административного центра района.

## История
Входил в состав Ростовского округа области Войска Донского. До декабря 1963 года носил название Александровка

## Население
| 1989 | 2002 | 2010  |
| ---- | ---- | ----- |
| 983  | ↘974 | ↗1051 |

### Национальный состав
Согласно результатам переписи 2002 года, в национальной структуре населения русские составляли 88 %.

## Улицы
| - ул. Гагарина, - ул. Ленина, - ул. М. Горького, - ул. Степная, | - пер. Ворошиловский, - пер. Жданова, - пер. Средний. |

## Достопримечательности
На хуторе находится памятник истории — Трактор «ДТ-75», установленный в честь тружеников села, Природный и историко-археологический комплекс «Дельта Дона». Памятник датируется 1985 годом. Решением Малого Совета облсовета № 301 от 18 ноября 1992 года памятник внесён в список объектов культурного наследия местного значения под кодом № 6100415000.